# Lise Løke
Pour les articles homonymes, voir Løke.
Lise Løke, née le 21 septembre 1984, est une handballeuse internationale norvégienne. Elle a joué pour plusieurs clubs norvégiens tels Runar Håndball, Sandar Idrettslag[réf. à confirmer], Gjerpen Idrettsforening, Levanger HK et Storhamar Håndball ou Larvik HK.
Elle est la sœur de la joueuse internationale Heidi Løke.